# Pohlia chrysoblasta
Pohlia chrysoblasta là một loài Rêu trong họ Bryaceae. Loài này được (Thér. & Naveau) Demaret miêu tả khoa học đầu tiên năm 1977.